# Café Joyeux
Café Joyeux est une entreprise de restauration rapide qui emploie des personnes en situation de handicap, principalement avec trisomie 21 ou autisme. Initialement fondée à Rennes fin 2017, elle ouvre plusieurs cafés en France, notamment un sur l'avenue des Champs-Élysées à Paris. Café Joyeux est le nom porté par les établissements de la marque Joyeux, servi avec le cœur.

## Concept
Le principe de base, tel que décrit à la presse par les patrons de l'entreprise, est de permettre à des personnes majoritairement trisomiques ou autistes d'avoir un « vrai » travail rémunéré, fixe et gratifiant,,, dans un centre-ville important, et dans une entreprise privée classique, et non en Établissement et service d'aide par le travail (ESAT),. Ces travailleurs handicapés sont employés au service, à la caisse et aux cuisines,.
Le directeur de l'entreprise explique en avoir eu l'idée en rencontrant une personne autiste, qui lui a demandé du travail, déclarant qu'il voulait « être utile »,. Yann Bucaille-Lanrezac affirme plus tard à Libération : « Ce que l’on souhaite, c’est tout simplement donner du travail à des personnes qui n’en ont pas et qui, pourtant, le désirent fortement ». En mars 2020, le taux de chômage des personnes handicapées, bien qu'en baisse, notamment du fait des différentes aides publiques pour les patrons employant des travailleurs handicapés, était encore le double de celui des personnes valides.
L'un des objectifs principaux du projet, tel que relaté par les concepteurs et la presse, est de changer le regard de la société sur le handicap en le rendant visible dans un milieu ordinaire, alors que les personnes handicapées sont souvent « invisibles »,,,,. D'après Libération, le Café Joyeux du quartier de l'Opéra à Paris est implanté dans un lieu « ultra-fréquenté », et très concurrentiel en termes d’offre de restauration. Dans le même ordre d'idées, les cuisines sont ouvertes sur salle afin que les clients puissent voir travailler les cuisiniers,,.

## Histoire
Le premier Café Joyeux est ouvert à la fin de l'année 2017 à Rennes, rue Vasselot,. Ce premier café rencontre le succès, l’équilibre financier étant atteint au bout d’un an d’exercice,.
Un second café est ouvert en 2018 à Paris, quartier de l'Opéra. Il est inauguré par l'épouse du chef de l'État Brigitte Macron, marraine du lieu, accompagnée par la secrétaire d’État au Handicap Sophie Cluzel et le ministre de la Transition écologique et solidaire Nicolas Hulot. La cérémonie se déroule le 21 mars, journée mondiale de la trisomie 21,.
Un troisième établissement ouvre à Paris en 2019, rue Saint-Augustin dans le passage Choiseul,,. Ensuite, les deux établissements parisiens fusionneront.
En 2019, le Café Joyeux de Rennes reçoit les ex-souverains de Belgique Albert II et son épouse Paola Ruffo di Calabria. Ils sont venus découvrir le lieu, à titre privé, avec des amis ayant une fille trisomique.
En décembre 2019, Yann Bucaille-Lanrezac, fondateur de l'entreprise, est décoré de la Légion d'honneur pour son initiative,.
En février 2020, le président de la République Emmanuel Macron confie au personnel de l'entreprise le service du cocktail pour la journée de la conférence nationale du handicap à l'Élysée,. Le 9 mars 2020, un quatrième établissement est inauguré par Emmanuel Macron et son épouse Brigitte Macron. Le président y fait une brève allocution et affirme son soutien à l'initiative,,. Ce nouveau café ouvre sur l'avenue des Champs-Élysées, sur une surface de 200 m2, mais doit fermer quatre jours plus tard en raison du confinement lié à la pandémie de coronavirus,. Un nouveau café ouvre à Bordeaux en juin 2020.
Au mois de novembre 2021, l'entreprise inaugure deux nouveaux cafés-restaurants : l'un à Paris, en face de l’Olympia,, ; l'autre à Lisbonne, le premier à l’étranger, en présence du président portugais Marcelo Rebelo De Sousa et de Sophie Cluzel,,.
En 2022, Canal+ diffuse une série documentaire en quatre épisodes retraçant les coulisses de ses cafés-restaurants.
Café Joyeux ouvre de nouveaux établissements à Lyon, à Tours et à Bordeaux en 2022, à Bruxelles et à Parly 2 en 2023. En avril 2024, la chaîne compte 22 établissements ouverts et projette d'en fonder notamment à Strasbourg et Dijon. Outre la France et la Belgique, l'entreprise est également présente à Lisbonne et New York.
Le 29 avril 2024, un établissement ouvre à Angers.

## Caractéristiques
Café joyeux avait l'agrément « Entreprise solidaire d'utilité sociale » (ESUS) en 2019, mais ne figure plus parmi la liste de ses détenteurs à partir de 2024. La durée du travail des employés est ajustée en fonction de leur fatigabilité. Ils y travaillent à heure fixe, avec un emploi du temps sur mesure, éventuellement à temps partiel : les contrats s'échelonnent de 17 heures à 35 heures par semaine. Les employés ne commencent pas leur journée avant 7 h 30 et ne la finissent pas plus tard que 19 heures. Ils sont encadrés par des éducateurs spécialisés et des professionnels de la restauration.
Les Cafés Joyeux s'installent toujours en centre-ville et proposent des services de café et de restauration rapide,,,.
L'objectif de Café joyeux est d'être rentable, comme une entreprise classique,,,. Yann Bucaille-Lanrezac son patron et fondateur déclare : « On ne veut pas avoir un regard condescendant sur nos équipés joyeux, mais montrer qu'ils sont créateurs, qu'ils ont de la valeur. Si on n'arrive pas à l’équilibre financier, ce serait un échec pour eux. On est là pour assurer un chiffre [...]. ». Les éventuels bénéfices seraient reversés pour des actions caritatives, via la fondation de son patron Émeraude solidaire, actionnaire à but non lucratif de Café joyeux, ou bien pour la formation des employés et la création d'autres sucursales,,,.
Une étude menée par l'Essec en avril 2024 montre que 90 % des équipiers employés aux Cafés Joyeux ont gagné confiance en eux depuis leur embauche, que 93 % d'entre eux ont gagné en autonomie durant cette même période, enfin que 99 % d'entre eux ont augmenté leurs interactions sociales.

## Marque, produits et collaborations
La marque de l'entreprise est « Joyeux, servi avec le cœur ». Par ailleurs, Lydwine et Yann Bucaille créent une marque de café, en grains ou en capsules. Ils expliquent que ce café est « assemblé par une femme, meilleure ouvrière de France », torréfié à Strasbourg, puis conditionné par « une trentaine de personnes handicapées » travaillant à Paris. Ils revendiquent 3 000 clients dans toute la France en novembre 2019.
En 2018, Café Joyeux donne son nom à un voilier de compétition, skippé par Sidney Gavignet qui remporte la Route du Rhum 2018, dans la catégorie Rhum Mono,. Quatre ans plus tard, un nouveau bateau est baptisé au nom de l'entreprise et participe à l'édition 2022 de cette même Route du Rhum.
En 2022, le chef cuisinier Thierry Marx accompagne les équipes dans l’élaboration de nouvelles recettes,.

## Critiques
Le 13 juillet 2020, le média Basta ! publie une enquête qui dénonce les liens de Café Joyeux avec le milieu catholique réactionnaire et anti-avortement. On y lit que le fonds de dotation Émeraude Solidaire apporte son soutien à 129 associations, dont des associations catholiques, parmi lesquelles la fondation Jérôme-Lejeune, connue pour ses positions anti-IVG, son opposition au Mariage pour tous et la PMA. Dans un droit de réponse, Yann Bucaille-Lanrezac dément ces accusations. La rédaction estime que le droit de réponse, dont elle prend acte, n'infirme pas les informations et faits présentés dans l'article. Toujours dans cet article, Bastamag affirme que la direction de Café Joyeux n'avait pas souhaité répondre complètement à ses questions ; dans son droit de réponse, Yann Bucaille-Lanrezac, attestant d'e-mails qu'il avait reçus, estime qu'il a au contraire proposé une rencontre avant la rédaction de l'article — ce à quoi Bastamag rétorque que cette proposition avait été formulée trop tardivement.
Dans une interview accordée en juin 2022 au média Handicap.fr, Mathilde Fuchs, du Collectif Luttes et handicaps pour l'égalité et l'émancipation (CLHEE), déplore au nom de ce collectif une « représentation désastreuse » des personnes autistes et trisomiques par le Café Joyeux, notamment en raison du validisme, car leur slogan sous-tend « que parce qu'on est trisomique on est forcément joyeux ».